# Euonymus percoriaceus
Euonymus percoriaceus är en benvedsväxtart som beskrevs av Wu Zheng-yi och J.S. Ma. Euonymus percoriaceus ingår i släktet Euonymus och familjen Celastraceae. Inga underarter finns listade.